# Kleiner Löwe
Der Kleine Löwe (lateinisch Leo Minor) ist ein Sternbild des Nordhimmels.

## Beschreibung

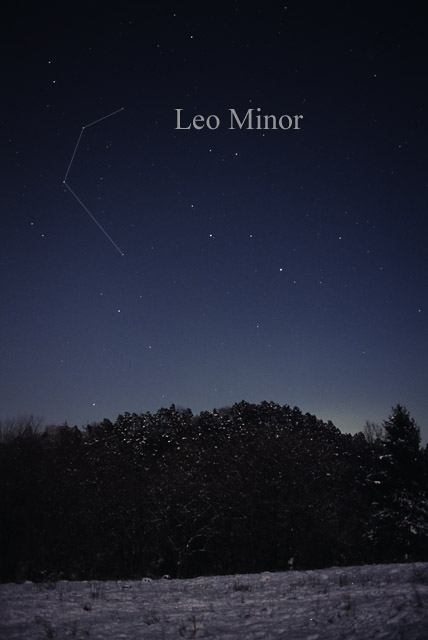
Das Sternbild Kleiner Löwe, wie es mit dem bloßen Auge gesehen werden kann

Der Kleine Löwe ist ein unscheinbares Sternbild des nördlichen Fixsternhimmels. Er setzt sich (je nach Sternkarte) aus zwei oder drei Sternen zusammen. Nur einer ist heller als die 4. Größenklasse.
Man findet das Sternbild nördlich des markanten „großen“ Löwen (Leo).

## Geschichte
Das Sternbild wurde erst 1687 von dem Danziger Astronomen Johannes Hevelius eingeführt. Nur der zweithellste Stern, β Leonis Minoris, wurde mit einem griechischen Buchstaben bezeichnet.

## Himmelsobjekte

### Sterne
| B   | F  | Namen o. andere Bezeichnungen | Größe | Lj  | Spektralklasse |
| --- | -- | ----------------------------- | ----- | --- | -------------- |
| 400 | 46 | Praecipua                     | 3,83m | 98  | K0 III         |
| β   | 31 |                               | 4,20m | 200 | G9 III         |
| 400 | 21 |                               | 4,49m |     |                |
| 400 | 10 |                               | 4,54m |     |                |
| 400 | 37 |                               | 4,68m |     |                |
| 400 | 30 |                               | 4,72m |     |                |
| 400 | 15 |                               | 5,08m |     |                |
| 400 | 41 |                               | 5,08m |     |                |
| 400 | 13 |                               | 5,11m |     |                |
| 400 | 42 |                               | 5,36m |     |                |
| 400 | 8  |                               | 5,39m |     |                |
| 400 | 11 |                               | 5,40m |     |                |
| 400 | 23 |                               | 5,49m |     |                |
| 400 | 40 |                               | 5,51m |     |                |
| 400 | 28 |                               | 5,52m |     |                |
| 400 | 34 |                               | 5,57m |     |                |
| 400 | 43 |                               | 5,73m |     |                |
| 400 | 32 |                               | 5,79m |     |                |
| 400 | 38 |                               | 5,84m |     |                |
| 400 | 7  |                               | 5,87m |     |                |
| 400 | 27 |                               | 5,89m |     |                |
| 400 | 15 |                               | 5,92m |     |                |

Der hellste Stern im Kleinen Löwen trägt die Flamsteed-Bezeichnung 46 Leonis Minoris. Es handelt sich um einen 98 Lichtjahre entfernten Stern der Spektralklasse K0 III. Er wird mitunter auch als Praecipua, lateinisch „Vorsteher“, bezeichnet.
β Leonis Minoris ist ein 200 Lichtjahre entfernter, gelblich leuchtender Stern der Spektralklasse G9 III.

### Veränderliche Sterne
| Stern | Größe         | Periode  | Typ      |
| ----- | ------------- | -------- | -------- |
| R     | 6,3 bis 13,2m | 372 Tage | Mira-Typ |

R Leonis Minoris ist ein veränderlicher Stern vom Typ Mira, dessen Helligkeit sich über einen Zeitraum von 372 Tagen stark ändert. Im Maximum kann er mit einem Prismenfernglas leicht gesehen werden. Während des Minimums sinkt die Helligkeit bis auf die 13. Größenklasse ab, so dass man zur Beobachtung ein mittleres Teleskop benötigt.

### Messier- und NGC-Objekte
| Messier (M) | NGC  | sonstige | Größe | Typ           | Name |
| ----------- | ---- | -------- | ----- | ------------- | ---- |
|             | 3003 |          | 11,7m | Galaxie       |      |
|             | 3344 |          | 9,9m  | Galaxie       |      |
|             | 3486 |          | 10,3m | Balkengalaxie |      |